# 等唇玄参
等唇玄参（学名：Scrophularia aequilabris）为玄参科玄参属下的一个种。

## 扩展阅读
維基物種上的相關：等唇玄参